# Liste der Mitglieder des Landtages (Freistaat Sachsen-Meiningen)

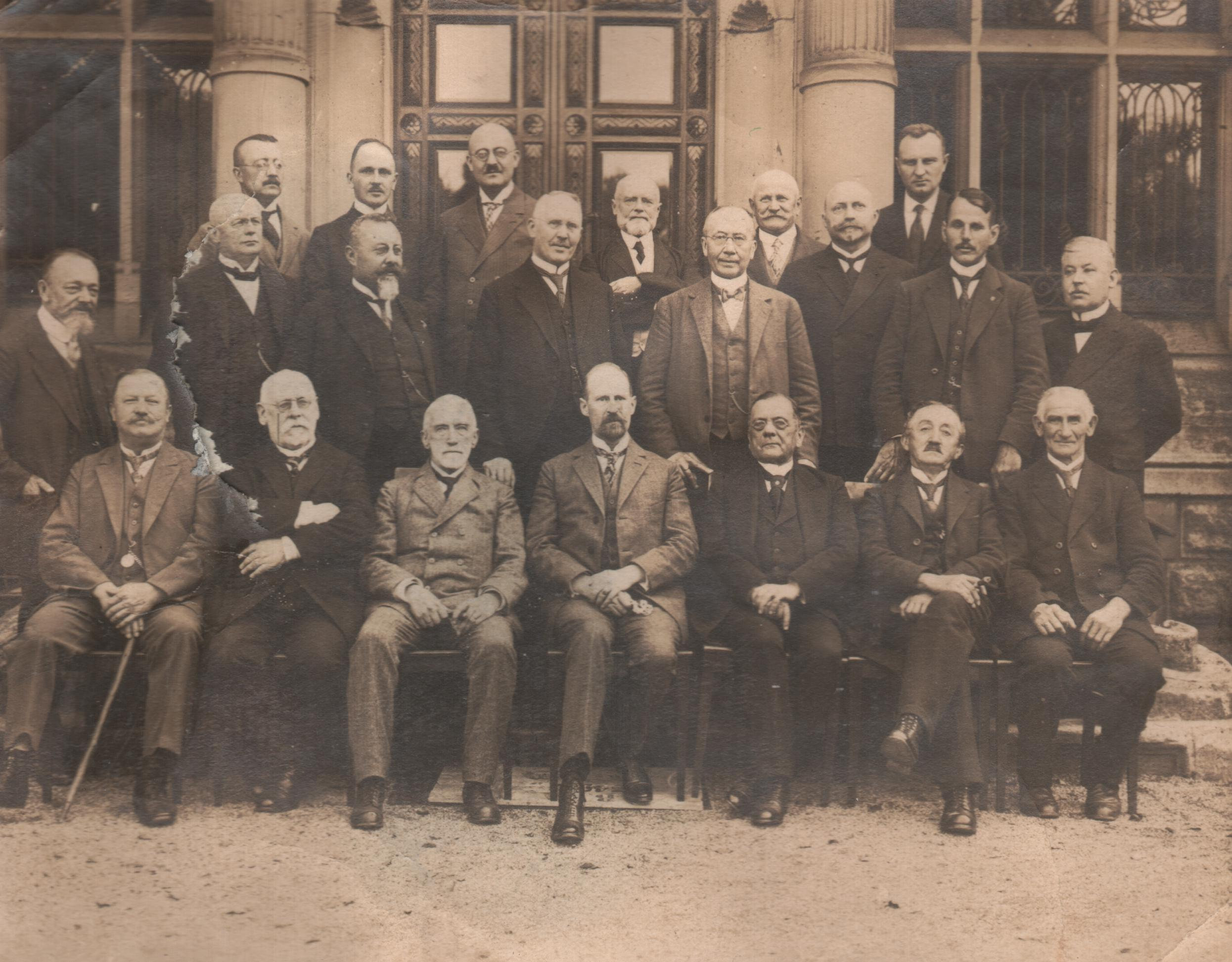
Mitglieder des Meininger Landtags 1920

Diese Liste gibt einen Überblick über alle Mitglieder des Landtags des Freistaates Sachsen-Meiningen in der 1. (und einzigen) Wahlperiode (1919–1920) bzw. in der Gebietsvertretung für das Gebiet Sachsen-Meiningen bis 1923. Die Wahl fand am 9. März 1919 statt, die Wahlbeteiligung betrug 60,90 %.

## Sitzverteilung
| Partei                 | Stimmenanteil in % | Sitze    |
| ---------------------- | ------------------ | -------- |
| SPD                    | 52,20 %            | 13 Sitze |
| Meininger Bauernverein | 18,28 %            | 5 Sitze  |
| DDP                    | 15,44 %            | 3 Sitze  |
| USPD                   | 7,64 %             | 2 Sitze  |
| DNVP                   | 6,44 %             | 1 Sitz   |

## Mitglieder
| Name                   | Partei                   | Bemerkung                                 |
| ---------------------- | ------------------------ | ----------------------------------------- |
| Wilhelm Bauer          | Meininger Bauernverein   |                                           |
| Alfred Bochert         | USPD                     |                                           |
| Robert Döbrich         | SPD                      | eingetreten 1923 für Abg. Wehder          |
| Heinrich Eckardt       | SPD                      |                                           |
| Adalbert Enders        | DDP                      |                                           |
| Richard Fischer        | SPD                      |                                           |
| Gustav Gerlach         | Meininger Bauernverein   |                                           |
| Ernst Hermann Glöckner | DDP                      |                                           |
| Ernst Härtrich         | Meininger Bauernverein   |                                           |
| Ernst Höfer            | Meininger Bauernverein   |                                           |
| Arthur Hofmann         | SPD                      |                                           |
| Karl Knauer            | SPD                      |                                           |
| Arno Köhler            | SPD                      |                                           |
| Paul Lärtz             | USPD                     |                                           |
| Kuno Leonhardt         | DNVP (Bürgervereinigung) |                                           |
| Anna Müller            | SPD                      | eingetreten im Oktober 1919 für Abg. Vogl |
| Franz Nenner           | DDP                      |                                           |
| Max Neubauer           | SPD                      |                                           |
| August Reddigau        | SPD                      |                                           |
| Louis Rennert          | SPD                      |                                           |
| Hilmar Scherf          | Meininger Bauernverein   |                                           |
| Friedrich Spengler     | SPD                      | ausgeschieden 1920                        |
| Ernst Stapelfeld       | SPD                      | eingetreten 1920 für Abg. Spengler        |
| Carl Vogl              | SPD                      | ausgeschieden am 1. Oktober 1919          |
| Eduard Wehder          | SPD                      | verstorben am 2. Februar 1923             |
| Viktor Weigelt         | SPD                      |                                           |
| August Wichtendahl     | SPD                      |                                           |